# Kaijanjärvi (sjö i Puumala, Södra Savolax)
Kaijanjärvi är en sjö i kommunen Puumala i landskapet Södra Savolax i Finland. Arean är 36 hektar och strandlinjen är 6,92 kilometer lång. Sjön  ingår i Vuoksens huvudavrinningsområde.   Den ligger omkring 47 kilometer öster om S:t Michel och omkring 240 kilometer nordöst om Helsingfors. 